# Batalla de Alnwick (1093)

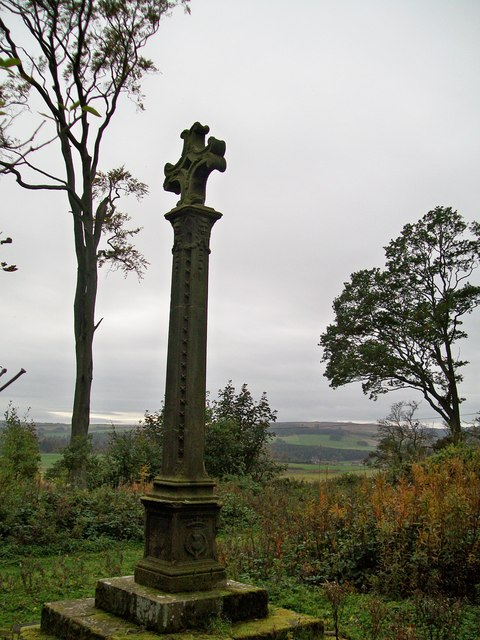
Cruz de piedra en memoria de Malcolm III
Alnwick, Northumberland

La Batalla de Alnwick de 1093 es una de las dos batallas que tuvieron lugar cerca de la villa de Alnwick, en Northumberland. En ella, que tuvo lugar el 13 de noviembre de 1093, murió Malcolm III de Escocia, también conocido como Malcolm Canmore, junto con su hijo y heredero Eduardo, al enfrentarse a un ejército formado por caballeros y liderado por Robert de Mowbray.

## Antecedentes
En la época en la que Guillermo II de Inglaterra, también conocido como Guillermo Rufus (el Rojo), subía al trono, el control sobre la parte septentrional de Northumbria estaba en el aire. Guillermo quería revertir esta situación y para ello colocó a Barones en las fronteras, con el fin de evitar las incursiones escocesas. Al parecer, Malcolm Canmore ambicionaba tanto Cumbria como Northumbria, invadiendo en mayo de 1091 esta última y sitiando Durham. Guillermo decidió liderar un gran ejército y marchó hacia el norte para enfrentarse a Malcolm. Al retirarse éste, Guillermo se internó en Escocia. Más tarde, se negoció una tregua y Guillermo se retiró.
Durante el siguiente año, Guillermo reforzó su posición en Cumbria para prevenir una posible invasión escocesa por esa zona.
Las causas que llevaron a la siguiente invasión escocesa no están claras; en noviembre de 1093, Malcolm se internó con su ejército en Northumbria y comenzó el asedio de Alnwick.

## La Batalla

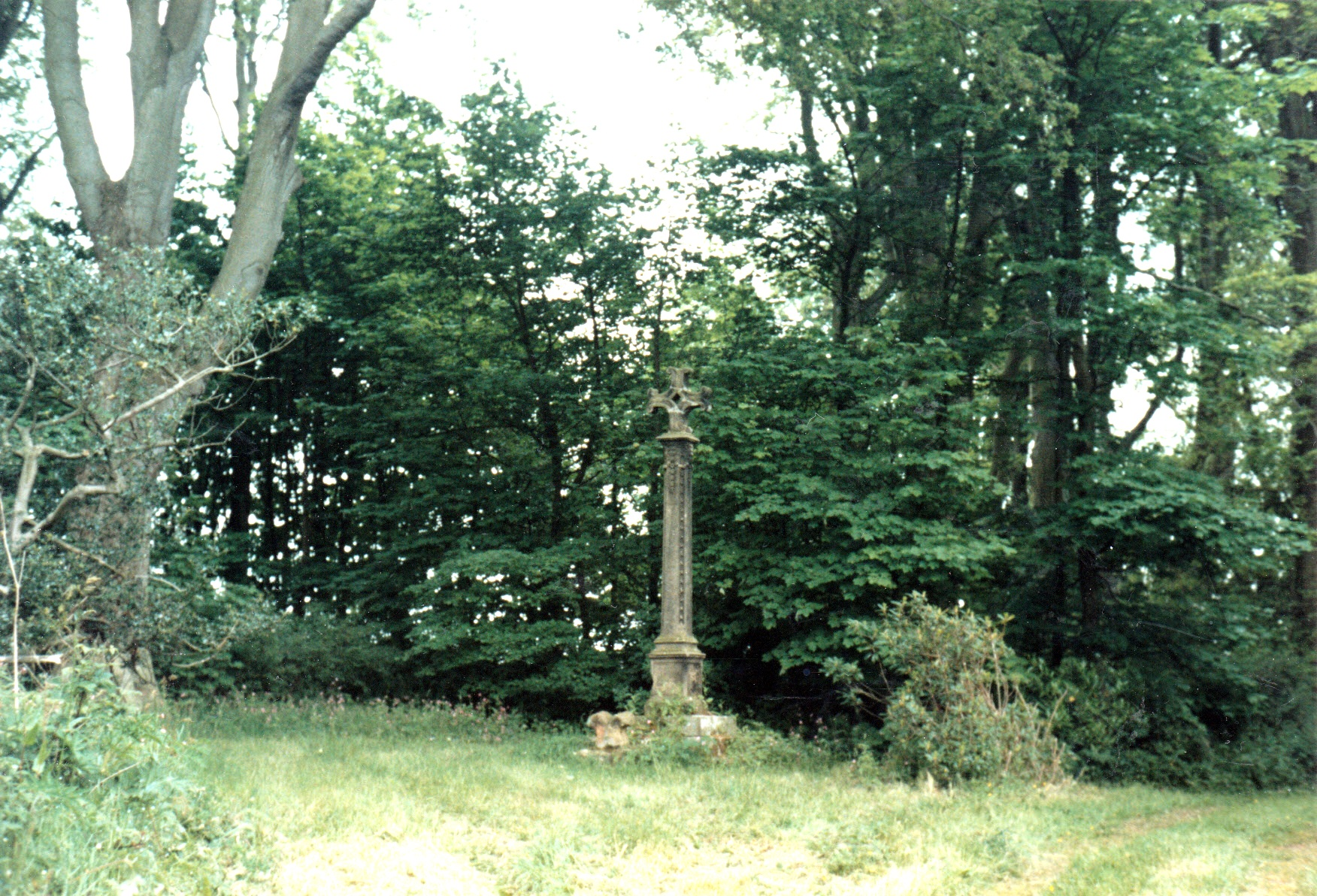
Esta imagen es el monumento que erigió la duquesa de Northumberland en memoria de la batalla.

Por aquel entonces, Robert de Mowbray era conde de Northumbria, ya que había sido perdonado por su participación en la rebelión de 1088 contra Guillermo II. Roberto también era gobernador del castillo de Bamburgh, una fortaleza situada en la costa de Northumbria. Robert no disponía de suficiente fuerza para oponerse al ejército escocés en batalla a campo abierto. Sin embargo, se propuso intentarlo y liberar Alnwick. Los ingleses llegaron allí el 13 de noviembre, cogiendo a los escoceses por sorpresa y atacándoles.
En la batalla murieron tanto Malcolm como su hijo Eduardo. Tras la muerte de Malcom, el bando escocés se encontró sin líderes y decidió regresar a Escocia. Los cuerpos de Malcom y de Eduardo fueron enterrados en el priorato de Tynemouth. Es dudoso si el cuerpo de Malcom llegó a ser vuelto a enterrar en la abadía de Dunfermline.

## Las consecuencias
A la muerte de Malcom, siguió la de su mujer, Margarita. A ello siguió una disputa por el trono entre los hijos de Malcom y su hermano menor, quien se convertiría en Donald III de Escocia. Tras convertirse Donald en Rey, comenzó una guerra civil entre éste y los hijos de Malcom.
Robert de Mowbray, más tarde se unió a una conspiración de barones contra Guillermo II que tuvo lugar en 1095. Como consecuencia de ello, fue desprovisto de sus títulos y encarcelado de por vida.
Se colocó un monumento de piedra para señalar el lugar de la batalla, que fue sustituido en 1774 por uno más sofisticado, erigido por la duquesa de Northumbria.